# Syzygium alternifolium
Syzygium alternifolium är en myrtenväxtart som först beskrevs av Robert Wight, och fick sitt nu gällande namn av Wilhelm Gerhard Walpers. Syzygium alternifolium ingår i släktet Syzygium och familjen myrtenväxter. Inga underarter finns listade i Catalogue of Life.